# Renzo Gracie
Renzo Gracie (Rio de Janeiro, 11 de março de 1967) é mestre em Jiu-jítsu brasileiro. Renzo iniciou o jiu-jitsu com o lendário Rolls Gracie na academia de Copacabana, com a morte de Rolls, Renzo passou a treinar com Carlos Gracie Jr, seu tio.
Gracie também é lutador de Artes Marciais Mistas (MMA), tendo começado no vale-tudo na década de 90 como expositor do Jiu-Jitsu Gracie.

## Biografia e carreira
Renzo é o filho de Robson e Vera Gracie, neto de Carlos Gracie, 7º grau faixa coral, e sobrinho-neto do lendário Hélio Gracie.
É irmão de Flavia Gracie, Ralph Gracie, Ryan Gracie, e tio da pentacampeã mundial de jiu-jitsu, Kyra Gracie, e Rayron  Gracie, campeão mundial, que também são lutadores famosos em todo o mundo. 
Renzo conquistou vitórias notáveis no MMA sobre ex-Campeões do UFC Pat Miletich, Oleg Taktarov, Carlos Newton, Maurice Smith e Frank Shamrock.
Em 1997, Renzo lutou contra Eugênio Tadeu num evento de vale-tudo chamado Pentagon Combat, onde Renzo representava o jiu-jitsu e Tadeu a Luta livre esportiva. Durante a luta houve invasão por parte de integrantes da luta livre, que formaram uma confusão que interrompeu o resultado final da luta. Sendo declarada No Contest (luta sem resultado). Renzo estava vencendo a luta, mas visivelmente cansado, apoiadores de ambos lutadores ficaram ao redor do cage e começaram a lançar golpes contra ele, Renzo revidou e a confusão se transformou em caos generalizado no estádio, torcedores de ambos lutadores começaram a brigar entre si e as luzes foram desligadas como tentativa de controlar a confusão. Por causa desse incidente, o vale-tudo/MMA foi banido do Estado do Rio de Janeiro por quase 10 anos.
Renzo é famoso por ser mestre em Jiu-jitsu de vários tops dos MMA mundial como: Chris Weidman, Frankie Edgar, Matt Serra, Nick Diaz, Ricardo Almeida, Sheikh Mohammed bin Zayed Al Nahyan, Georges St. Pierre e Roy Nelson.
Renzo Gracie lidera um conjunto de equipes da Família Gracie, denominado "RGA" (iniciais): Ryan Gracie Team, Ralph Gracie Team, Kyra Gracie, Rayron Gracie, Rolles Gracie, Gregor Gracie, Igor Gracie , Roberto Gordo, Roger Gracie e Rilion Gracie. A Família unida com suas equipes, reúne quase 250 filiais espalhadas pelo Brasil e em todo o mundo, treinando lutadores e competindo em alto nível tanto no Jiu-Jitsu como no MMA.
Renzo Gracie possui uma antiga rixa com Wallid Ismail que inclusive ambos se combinaram de se  enfrentar novamente, porém dessa vez não no Jiu-Jitsu mas sim em uma luta de MMA marcada para acontecer em março de 2019, entretanto por ambas as partes não chegarem a um acordo de data, local e evento para acontecer a luta, acabou sendo cancelado o confronto. A primeira luta entre Renzo Gracie e Wallid Ismail aconteceu no ano de 1993, foi uma luta de Jiu-Jitsu que durou uma hora e foi realizada no ginásio do Clube de Regatas Flamengo, o resultado final da luta foi a vitória de Wallid Ismail sobre Renzo Gracie.

## Cartel no MMA
| Cartel no MMA       |             |            |
| 23 lutas            | 14 vitórias | 7 derrotas |
| Por nocaute         | 1           | 2          |
| Por finalização     | 9           | 1          |
| Por decisão         | 3           | 4          |
| Por desqualificação | 1           | 0          |
| Empates             | 1           | 1          |
| No contest          | 1           | 1          |

| Res. | Cartel | Oponente | Método | Evento | Data | Round | Tempo | Local | Notas |
| ---- | ------ | -------- | ------ | ------ | ---- | ----- | ----- | ----- | ----- |

| Res.   | Cartel     | Oponente              | Método                                  | Evento                              | Data                    | Round | Tempo | Local                                        | Notas          |
| ------ | ---------- | --------------------- | --------------------------------------- | ----------------------------------- | ----------------------- | ----- | ----- | -------------------------------------------- | -------------- |
| Win    | 14–7–1 (1) | Yuki Kondo            | Submission (rear-naked choke)           | ONE Championship: Reign of Kings    | 27 de julho de 2018     | 2     | 1:40  | Manila, Philippines                          |                |
| Loss   | 13–7–1 (1) | Matt Hughes           | TKO (leg kicks & punches)               | UFC 112                             | 10 de abril de 2010     | 3     | 4:40  | Abu Dhabi, Emirados Árabes Unidos            |                |
| Win    | 13–6–1 (1) | Frank Shamrock        | DQ (knees to downed opponent)           | EliteXC: Destiny                    | 10 de fevereiro de 2007 | 2     | 2:00  | Southaven, Mississippi, Estados Unidos       |                |
| Win    | 12–6–1 (1) | Carlos Newton         | Decision (split)                        | IFL: World Team Championships       | 29 de dezembro de 2006  | 3     | 4:00  | Uncasville, Connecticut, Estados Unidos      |                |
| Win    | 11–6–1 (1) | Pat Miletich          | Submission (guillotine choke)           | IFL: Gracie vs. Miletich            | 23 de setembro de 2006  | 1     | 3:37  | Moline, Illinois, Estados Unidos             |                |
| Loss   | 10–6–1 (1) | B.J. Penn             | Decision (unanimous)                    | K-1 World Grand Prix 2005 in Hawaii | 29 de julho de 2005     | 3     | 5:00  | Honolulu, Hawaii, Estados Unidos             |                |
| Loss   | 10–5–1 (1) | Carlos Newton         | Decision (split)                        | Pride Bushido 1                     | 5 de outubro de 2003    | 2     | 5:00  | Saitama, Japão                               |                |
| Loss   | 10–4–1 (1) | Shungo Oyama          | Decision (unanimous)                    | Pride 21                            | 23 de junho de 2002     | 3     | 5:00  | Saitama, Japão                               |                |
| Win    | 10–3–1 (1) | Michiyoshi Ohara      | Decision (unanimous)                    | Pride 17                            | 11 de março de 2001     | 3     | 5:00  | Tóquio, Japão                                |                |
| Loss   | 9–3–1 (1)  | Dan Henderson         | KO (punch)                              | Pride 13                            | 25 de março de 2001     | 1     | 1:40  | Saitama, Japão                               |                |
| Loss   | 9–2–1 (1)  | Kazushi Sakuraba      | Technical Submission (kimura)           | Pride 10                            | 27 de agosto de 2000    | 2     | 9:43  | Saitama, Japão                               |                |
| Loss   | 9–1–1 (1)  | Kiyoshi Tamura        | Decision (unanimous)                    | Rings: King of Kings 1999 Final     | 26 de fevereiro de 2000 | 2     | 5:00  | Tóquio, Japão                                |                |
| Win    | 9–0–1 (1)  | Maurice Smith         | Submission (straight armbar)            | Rings: King of Kings 1999 Block B   | 22 de dezembro de 1999  | 1     | 0:50  | Osaka, Japão                                 |                |
| Win    | 8–0–1 (1)  | Wataru Sakata         | Submission (armbar)                     | Rings: King of Kings 1999 Block B   | 22 de dezembro de 1999  | 1     | 1:25  | Osaka, Japão                                 |                |
| Win    | 7–0–1 (1)  | Alexander Otsuka      | Decision (unanimous)                    | Pride 8                             | 21 de novembro de 1999  | 2     | 10:00 | Tóquio, Japão                                |                |
| Win    | 6–0–1 (1)  | Sanae Kikuta          | Submission (guillotine choke)           | Pride 2                             | 15 de março de 1998     | 6     | 0:43  | Yokohama, Japão                              |                |
| Empate | 5–0–1 (1)  | Akira Shoji           | Empate                                  | Pride 1                             | 11 de outubro de 1997   | 3     | 10:00 | Tóquio, Japão                                |                |
| NC     | 5–0 (1)    | Eugênio Tadeu         | No Contest (fans rioted)                | Pentagon Combat                     | 27 de setembro de 1997  | 1     | 14:45 | Brasil                                       |                |
| Win    | 5-0        | Oleg Taktarov         | KO (upkick)                             | Martial Arts Reality Superfighting  | 22 de novembro de 1996  | 1     | 1:02  | Birmingham, Alabama, Estados Unidos          |                |
| Win    | 4–0        | James Warring         | Submission (ezekiel choke)              | WCC 1: First Strike                 | 17 de outubro de 1995   | 1     | 2:47  | Charlotte, Carolina do Norte, Estados Unidos | Campeão do WCC |
| Win    | 3–0        | Phil Benedict         | Submission (punches)                    | WCC 1: First Strike                 | 17 de outubro de 1995   | 1     | 2:08  | Charlotte, Carolina do Norte, Estados Unidos |                |
| Win    | 2–0        | Ben Spijkers          | Technical Submission (lapel choke)      | WCC 1: First Strike                 | 17 de outubro de 1995   | 1     | 2:38  | Charlotte, Carolina do Norte, Estados Unidos |                |
| Win    | 1–0        | Luiz Augusto Alvareda | Technical Submission (rear naked choke) | Desafio: Gracie Vale Tudo           | 1 de janeiro de 1992    | 1     | 7:03  | Rio de Janeiro, Brasil                       |                |